# Gall faver
El gall faver, cabut, capsigrany o bavosa grisa (Parablennius gattorugine) és una espècie de peix de la família dels blènnids i de l'ordre dels perciformes.

## Morfologia
- Els mascles poden assolir els 30 cm de longitud total.
- El cos és allargat, una mica rodó a la part anterior i comprimit al peduncle caudal.
- La pell és mucosa sense escates (la seua mucositat serveix de protecció per a la deshidratació i li permet una curta emersió en els bassiots).
- El perfil cefàlic és rodó.
- Els ulls es troben a la part superior del cap, gruixat i curt, i a sobre d'ells apareixen dos tentacles llargs i ramificats a partir de l'eix principal (també n'apareixen a sobre dels orificis nasals).
- La boca és ampla, té una filera de dents a cada mandíbula i té forma de ventosa per poder aferrar-se sòlidament a les roques per a no ser arrossegat pels corrents marins.[2]
- Els llavis són molsuts.
- L'aleta dorsal és molt llarga i una mica fesa per la meitat. Les pectorals són grosses i ovalades. L'anal és la meitat de llarga que la dorsal. Les pèlviques són filiformes. La caudal és petita i arrodonida.
- La seua coloració és variable, ja que és mimètic: presenta tonalitats ocres, verdes i vermelles amb 6-7 bandes transversals fosques.[3][4]

## Reproducció
És ovípar: la posta es fa dins escletxes o davall pedres durant la primavera i és vigilada pels mascles durant, aproximadament, un mes. Els ous són demersals i adhesius mentre que les larves són planctòniques.

## Alimentació
Menja invertebrats bentònics i matèria orgànica morta.

## Hàbitat
És bentònic d'aigües litorals a fons de roca o grava entre els 3 i els 32 m de fondària. Els joves apareixen a les cubetes litorals i poden romandre exposats fora de l'aigua durant curts períodes.

## Distribució geogràfica
Es troba des d'Irlanda fins al Marroc i a la mar Mediterrània.

## Costums
- És solitari, molt territorial i especialment actiu al capvespre i a trenc d'alba.[10]
- És curiós i surt del forat on s'amaga si els submarinistes es queden mirant-lo.[11]
- En situacions d'aigua calenta (més de 20 graus) poden arribar a sortir de l'aigua durant breus períodes, saltant a la superfície de les roques de la zona intermareal de la costa.
- A vegades, se'l pot veure associat simbiòticament amb gambetes.[12]